# Ложка

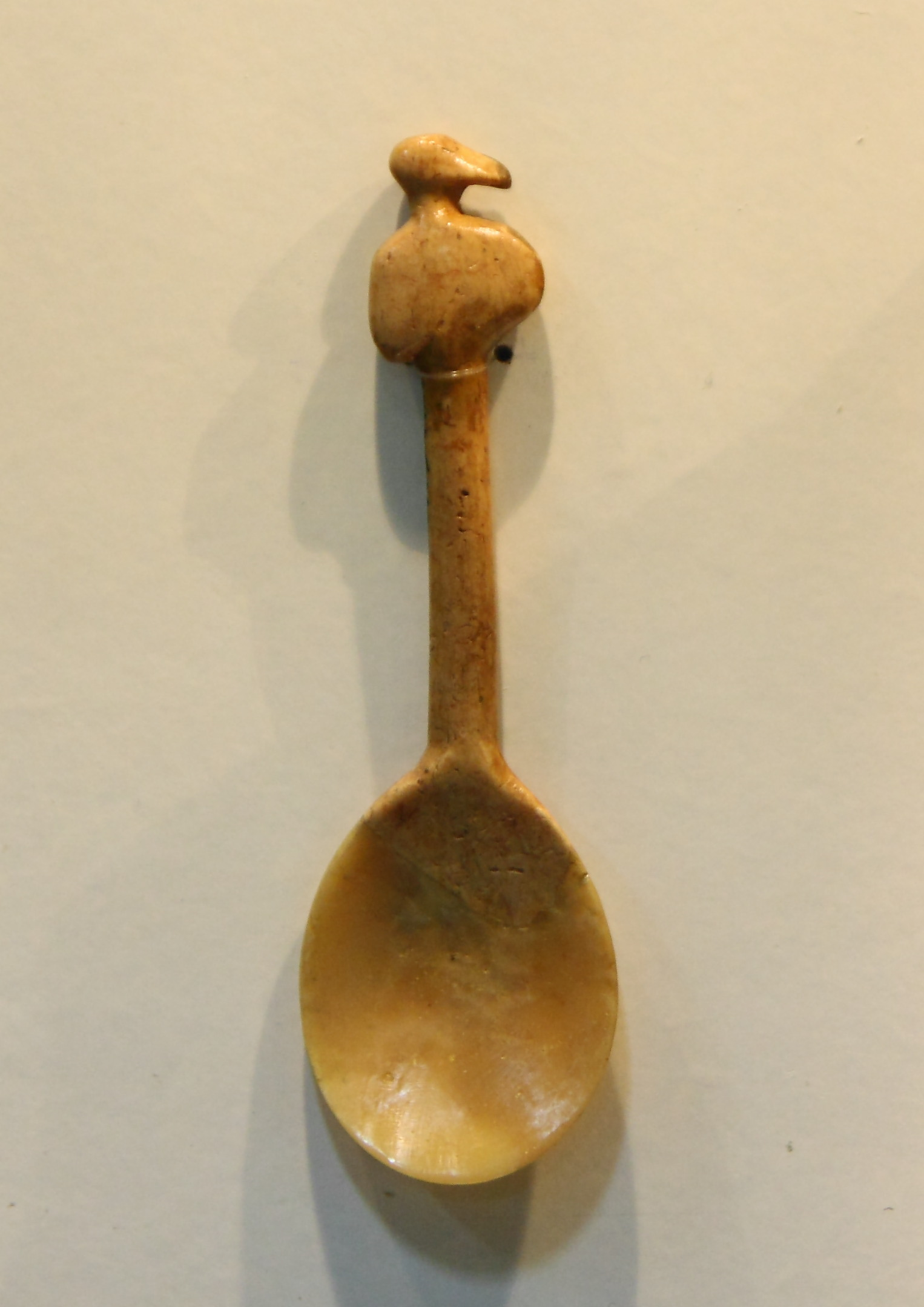
Ложка часів Трипільської цивілізації

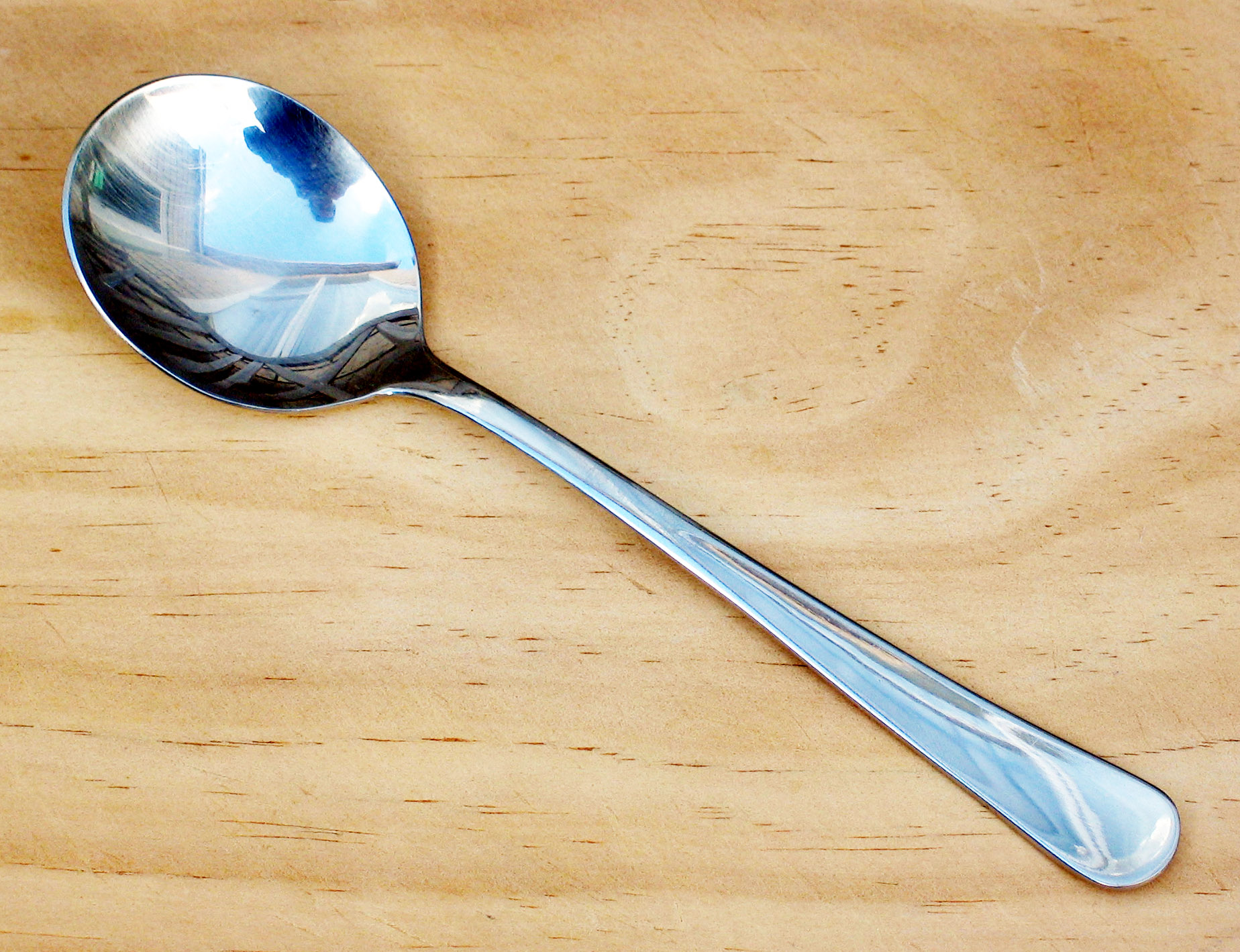
Супова столова ложка

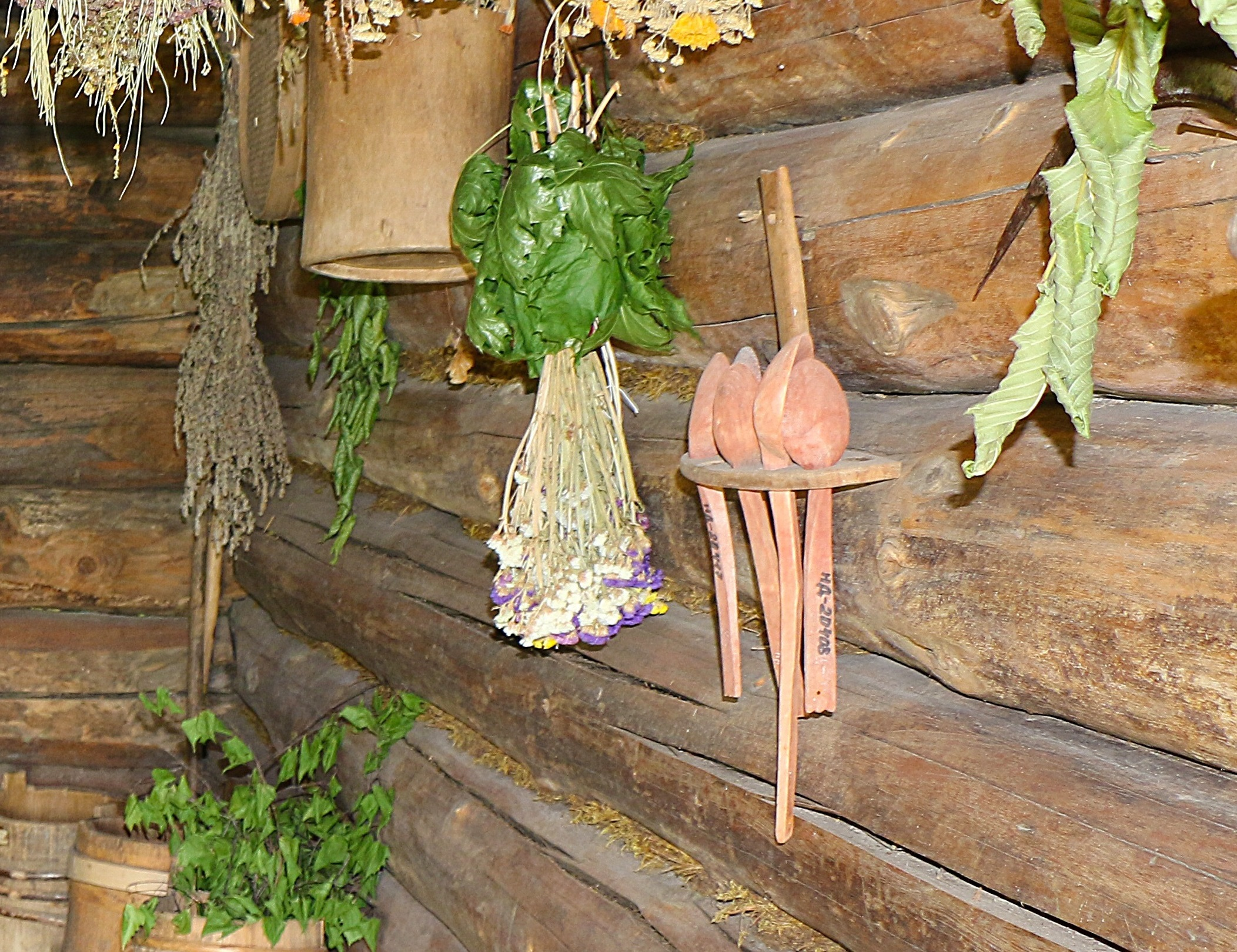
Тримач для ложок в інтер'єрі хати із села Розтока. Музей у Пирогові.

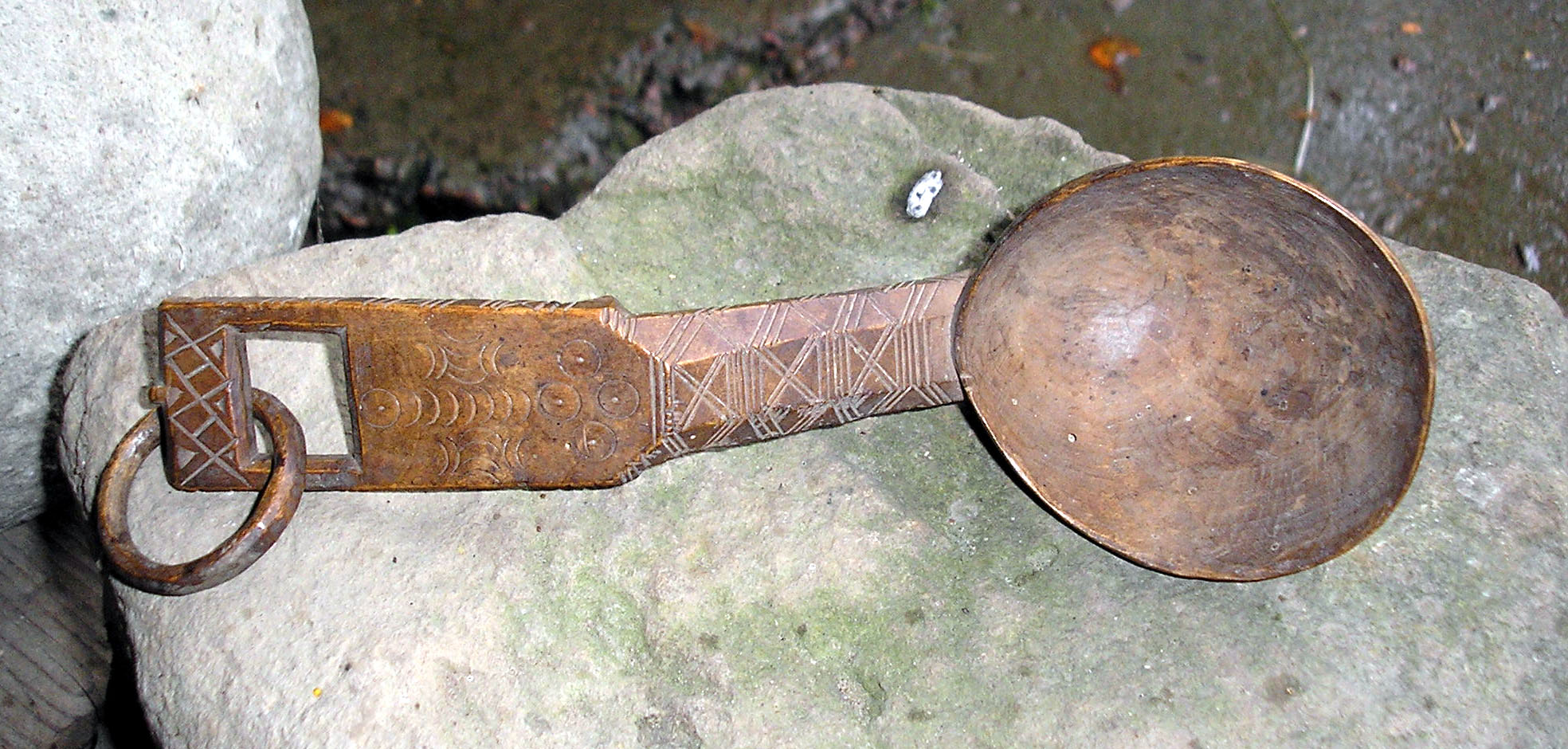
Дерев'яна ложка з Гуцульщини

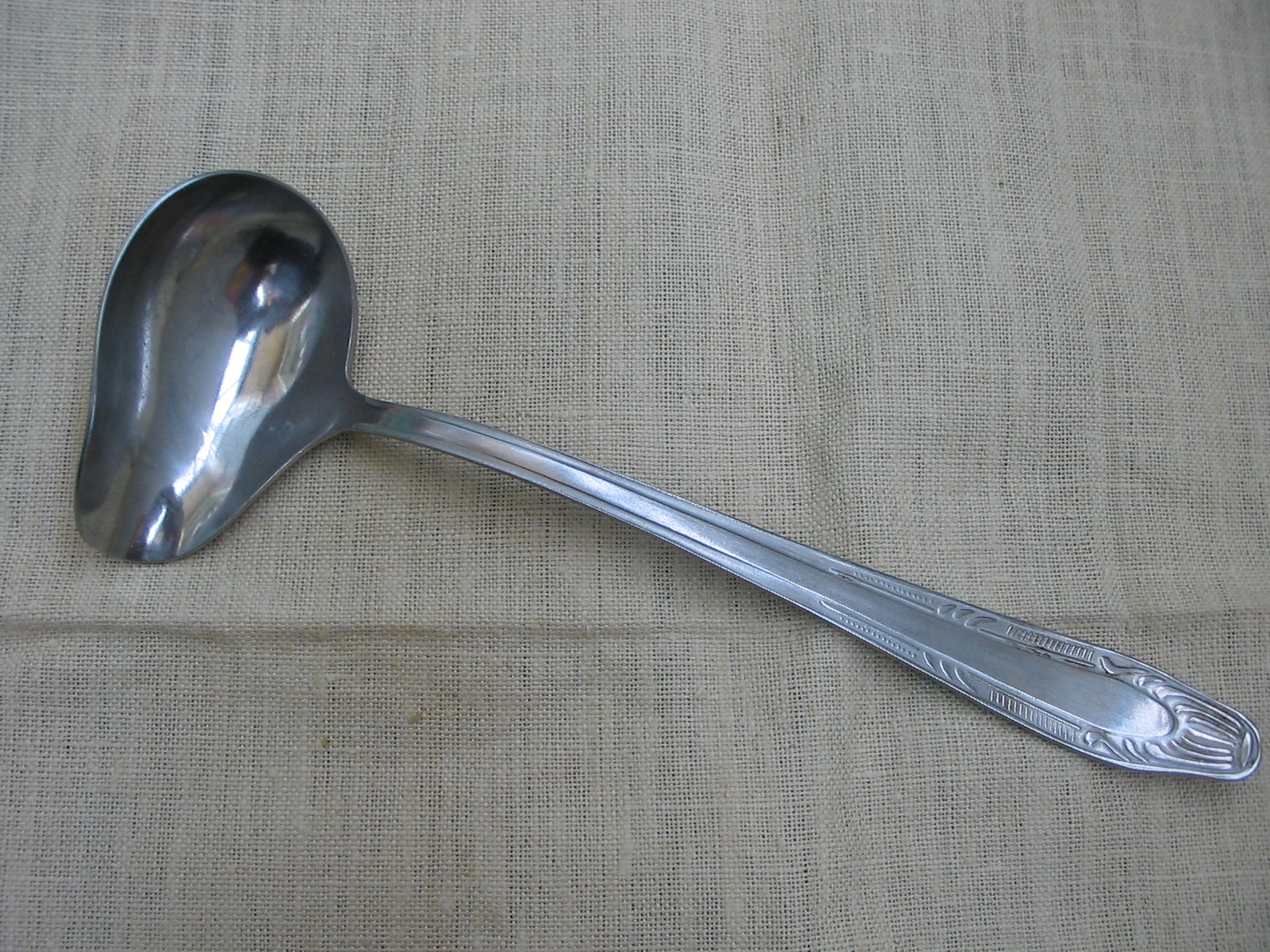
Соусна ложка

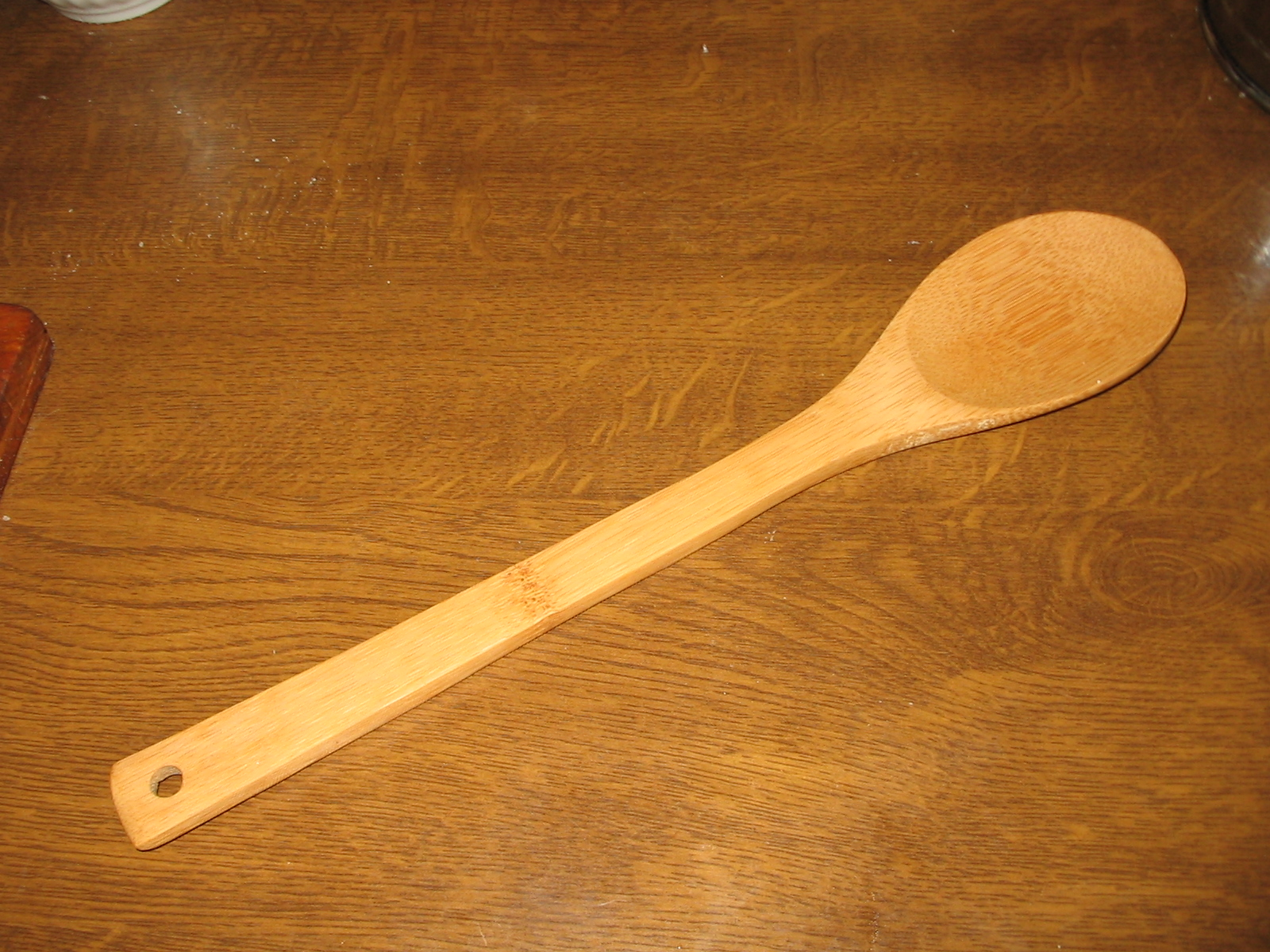
Копистка

Ло́жка — предмет столового приладдя, призначений для рідких або розсипчастих страв. Вона складається з черпала, за допомогою перемички з'єднаного з ручкою.
Етимологія прасл. *lъžica, *lъžъka не з'ясована, ці слова порівнюють з алб. lugë («ложка»), лит. laužti («ламати»), а також з лат. ligula («ложка»), дав.-ірл. liag і ірл. liach («ложка»). Не виключений зв'язок з прасл. *lizati («лизати»).

## Історія
Історія ложок починається у період неоліту. Перші ложки з обпаленої глини з'явились приблизно у III тисячолітті до н. е. В античні часи вони виготовлялися з таких матеріалів як ріг, риб'яча кість, дерево, бронза, золото та срібло. Перші срібні ложки на Русі були виготовлені у 998 році (на прохання дружини князя Володимира).
Для зберігання ложок в українських хатах міг влаштовуватися спеціальний тримач — ліжник (на Бойківщині траплялася назва жичник, на Поліссі — ложниця) який являв собою брусок з отворами, прикріплений до стіни біля мисника. Запорожці носили ложку в особливому поясному футлярі, який називався ложечник.
В Україні налічувалося до 150 видів ложок: батьківська, захалявна (яку носили за халявою), козацька, межеумок (проста селянська нефарбована ложка), міщанська (тонкого, чистого оброблення), монастирська, насипна, рибальська, розливна (ополоник), циганська, чумацька (товстіша та грубіша за селянську).
В. І. Даль так описував технологію виготовлення дерев'яних ложок: «обрубується з цурки сокиркою, теслиться теслом, обстругується ножем і ріжеться кривим різаком (різак для вирізання заглибини в ложці в Україні відомий як лижка, також ложкоріз), а держак з головкою на ньому точаться пилкою, від руки». Наводяться в словнику Даля і види дерев'яних ложок: межеумок (звичайна), бурлацька (погрубіше), баська́/боська́ (довгаста, з тупим носом, буквально — «гарна»), півбоська (більш округлої форми, ніж боська), тонка (тонкої роботи, чистого вироблення). Майстри, що займалися виготовленням ложок, називалися ложечниками чи ложкарями.

## Матеріал
В наш час ложки зазвичай виробляють з нержавкої сталі (сталь з додаванням нікелю). Окрім сталі, може бути використано срібло (для дорогих моделей), алюміній (дешевий та легкий метал) або пластмаса (для одноразових ложок). Дерев'яні ложки зустрічаються рідко та дедалі менше уживаються за прямим призначенням. Зараз їх здебільшого використовують як прикрасу інтер'єру або музичний інструмент.

## Види ложок

### За призначенням і об'ємом
- Столова ложка (бл. 12,5 мл.);
- Чайна ложка (бл. 10 мл.);
- Десертна ложка (бл. 5 мл.).
- Кавова ложка
- Ложка для проби
- Копистка — дерев'яна ложка або лопаточка для перемішування
- Шумівка — ложка з отворами для зняття піни («шуму»)
- Соусна ложка — ложка з носиком для соусів, підлив
- Ополоник — велика ложка для насипання рідких страв

### За матеріалом
- Дерев'яні
- Металеві
- Керамічні

## Цікаво

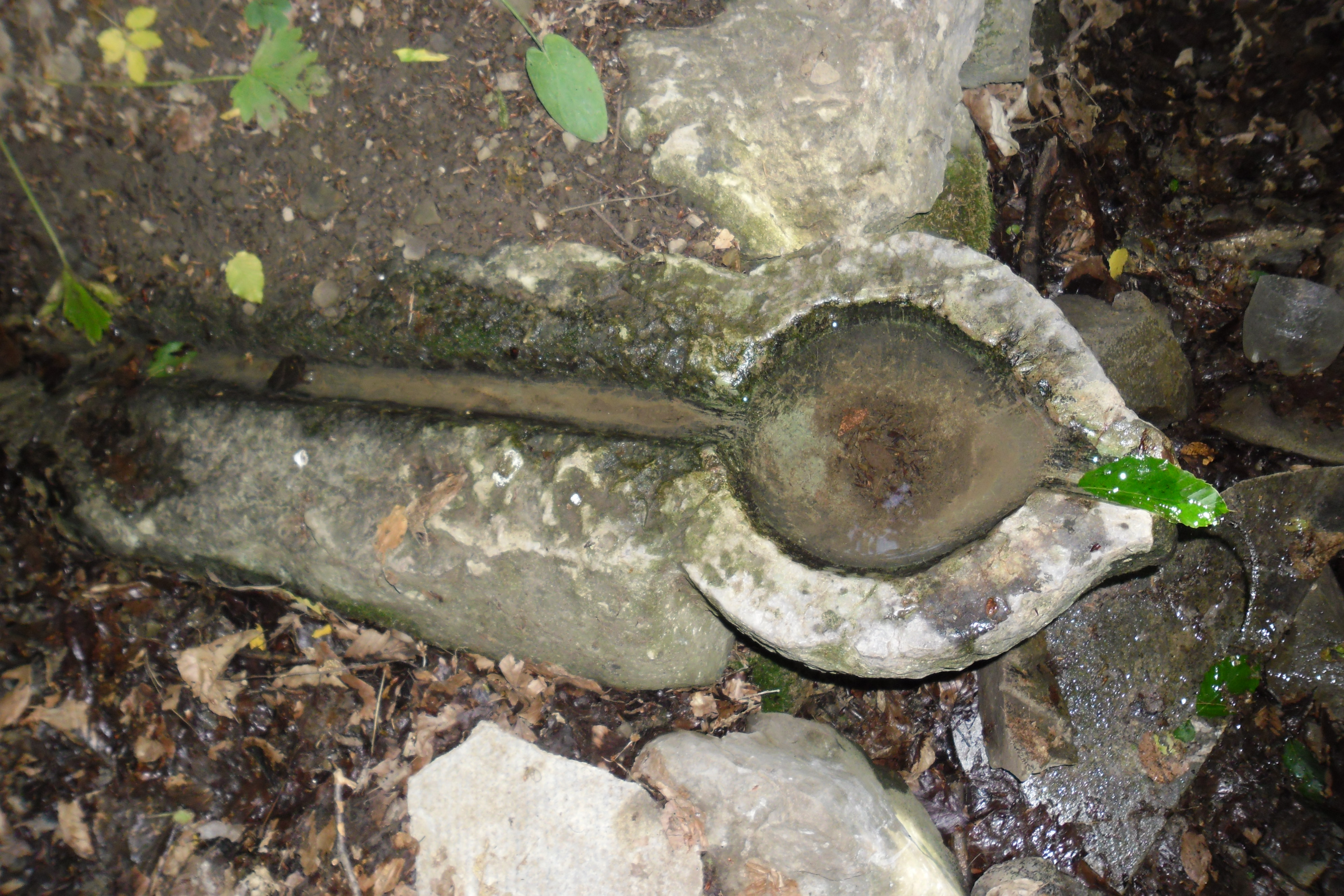
Джерело Талма (інша назва — Ложка). Крим.

У Криму поблизу нп. Малий Маяк на стежці Талма-Богаз є джерело Талма (інша назва — Ложка), яке витікає з каменю якому надано форми стилізованої ложки.